# Julius Oiboh
Julius Oiboh (* 25. November 1990 in Lagos) ist ein nigerianischer Fußballspieler.

## Karriere
Seinen ersten Vertrag unterschrieb Julius Oiboh 2010 bei Nagaworld FC, einem Verein, der in Phnom Penh (Kambodscha), beheimatet ist. Hier schoss er bis 2012 25 Tore in 24 Spielen. 2012 wechselte er nach Thailand. Hier unterschrieb er einen Vertrag beim Drittligisten Rangsit FC. Zum Zweitligisten Air Force United nach Bangkok wechselte er 2013. 2014 nahm ihn Ligakonkurrent BBCU FC, ebenfalls aus Bangkok, unter Vertrag. Zum Zweitligaaufsteiger Thai Honda Ladkrabang FC ging er 2015. Zu seinem ehemaligen Verein BBCU kehrte er 2016 zurück. Ende 2016 ging er wieder Kambodscha und schloss sich Boeung Ket Angkor FC an. Nach drei Monaten wechselte er wieder nach Thailand. Hier spielte er bis Mai 2017 für den Erstligisten Navy FC aus Sattahip. Von Juni bis Dezember 2018 war er vereinslos. 2018 nahm ihn der Boeung Ket Angkor FC wieder unter Vertrag. 2019 gewann er mit Boeung Ket den Hun Sen Cup. Das Endspiel gegen Svay Rieng gewann man im Elfmeterschießen. 

## Erfolge
Boeung Ket Angkor FC
- Hun Sen Cup: 2019